# Mont Penice
Le mont Pénice (Pënas en dialecte local), est une montagne de l’Apennin ligure entre la Lombardie et l'Émilie-Romagne, en Italie.

## Toponymie
Le nom dérive du toponyme latin Saltus Boielis.

## Géographie

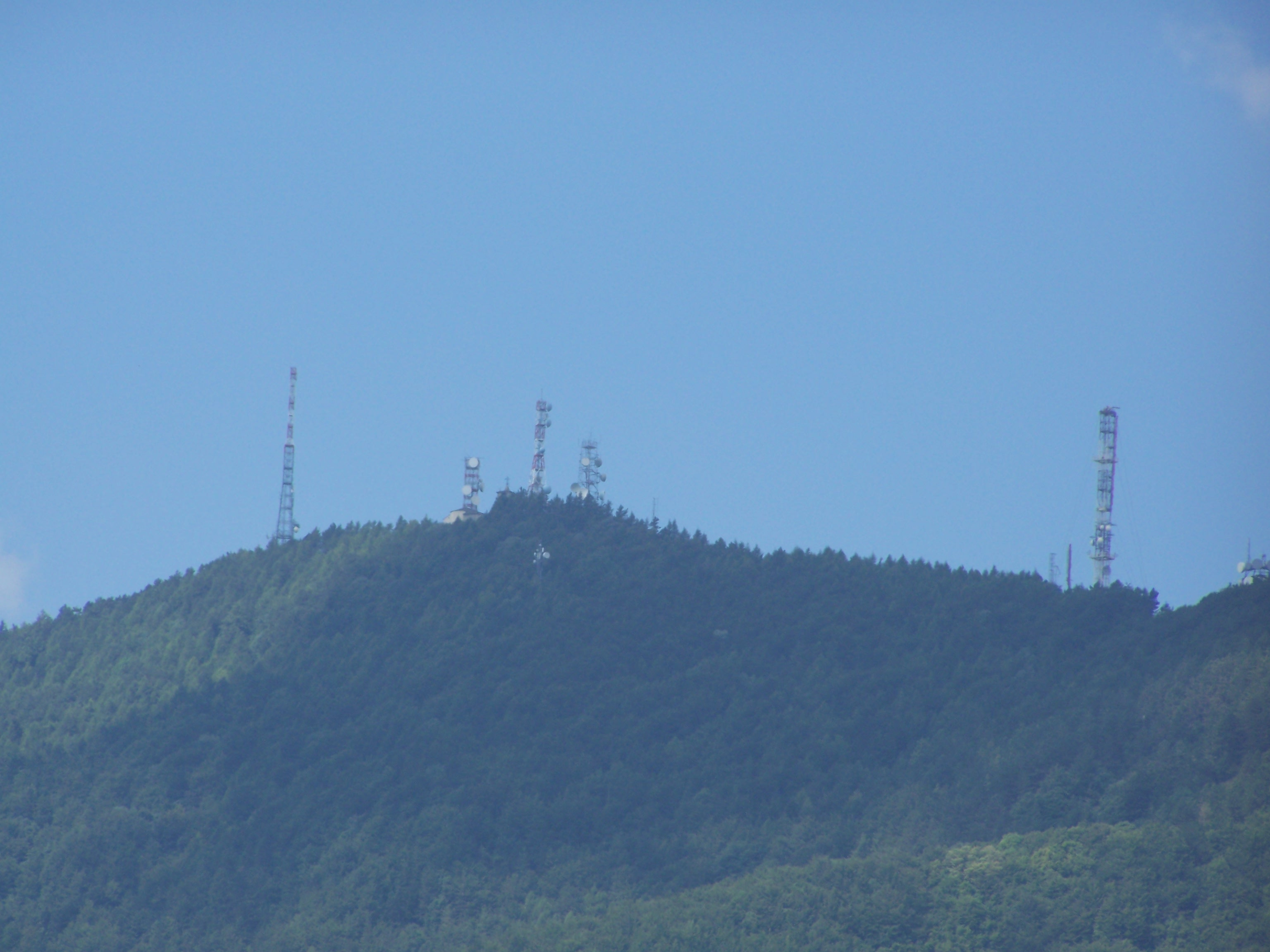
Vue de la face du mont Penice avec les retransmetteurs de télévision

Avec ses 1 460 m d’altitude, le mont Penice est l'une des montagnes les plus élevées de l'Apennin ligure, aux confins entre le territoire d’Oltrepò Pavese dans le val Staffora et la province de Plaisance dans le val Trebbia et le val Tidone. Le sommet est facilement joignable par la route provinciale SP461 du col de Penice. De Bobbio et de Varzi, les routes montent en pente douce entre les habitations et petits bourgs ; puis en pente plus raide jusqu’au col du Penice à 1 149 mètres d'altitude. De là la route qui mène au sommet où se trouve l’ancien sanctuaire de Sainte Maria (VIIe siècle) et les relais de télévision-téléphone. Des implantations de ski ont été construites sur ses pentes.
L’accès au sanctuaire peut se faire par un antique sentier médiéval qui monte depuis Bobbio passe par la Moglia et San Cristoforo, dans la vallée du Carlone.

## Faune et flore
Ses versants boisés comportent principalement des hêtres et des sapins, mais également des chênes, des noyers et des charmes.
Pour ce qui concerne la faune, on peut y rencontrer le renard, le lièvre, le sanglier et diverses variétés d’oiseaux, sans oublier la vipère commune.

## Sites touristiques
La ville médiévale de Bobbio siège de l’abbaye San Colombano fondée en 614, où l’on peut trouver des témoignages du pont Gobbo ou « vieux pont ». La ville de Varzi, en province de Pavie, célèbre pour son salami.